# Pfarrkirche Klagenfurt-St. Hemma

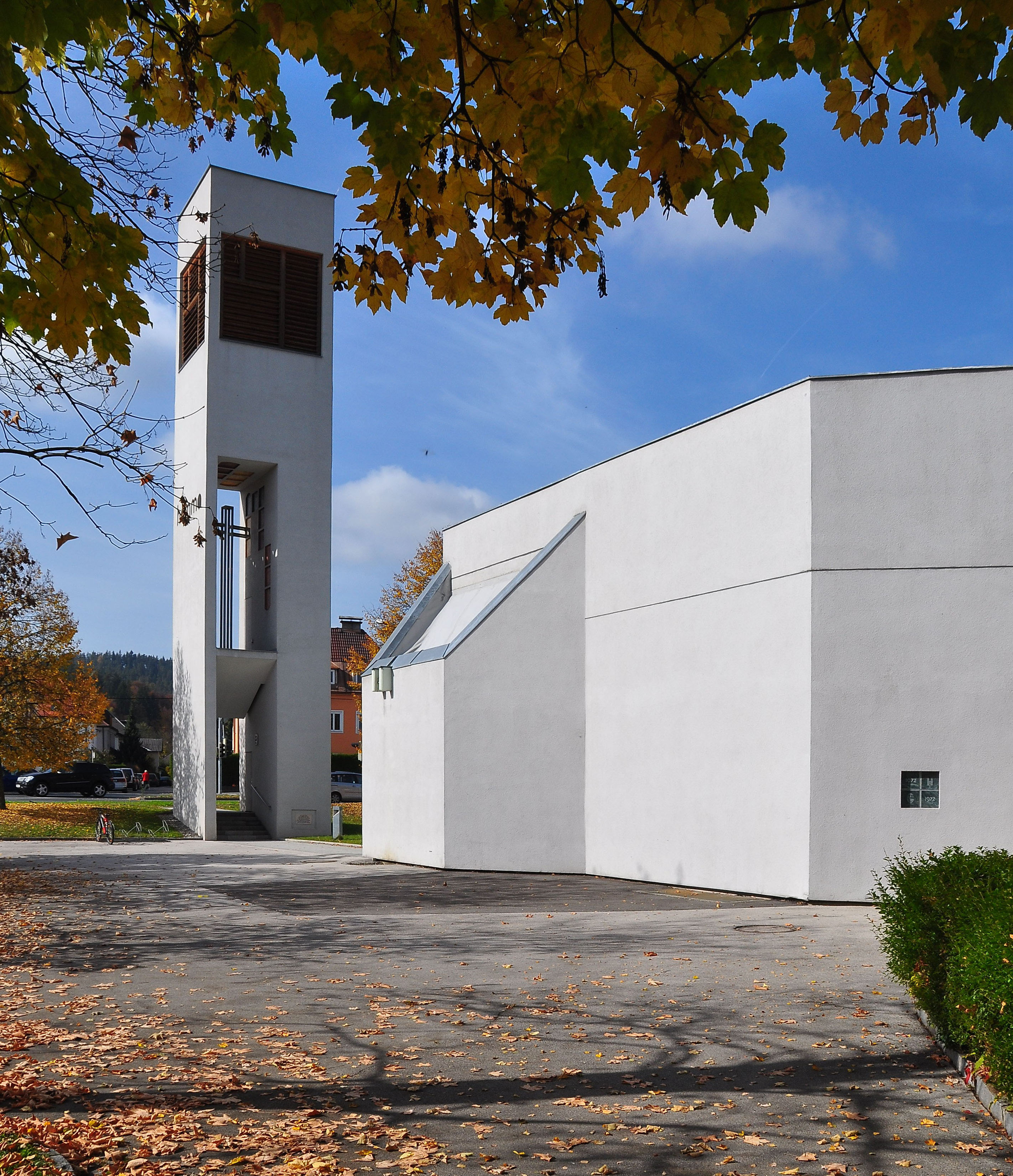
Katholische Pfarrkirche hl. Hemma in der St. Veiter Vorstadt

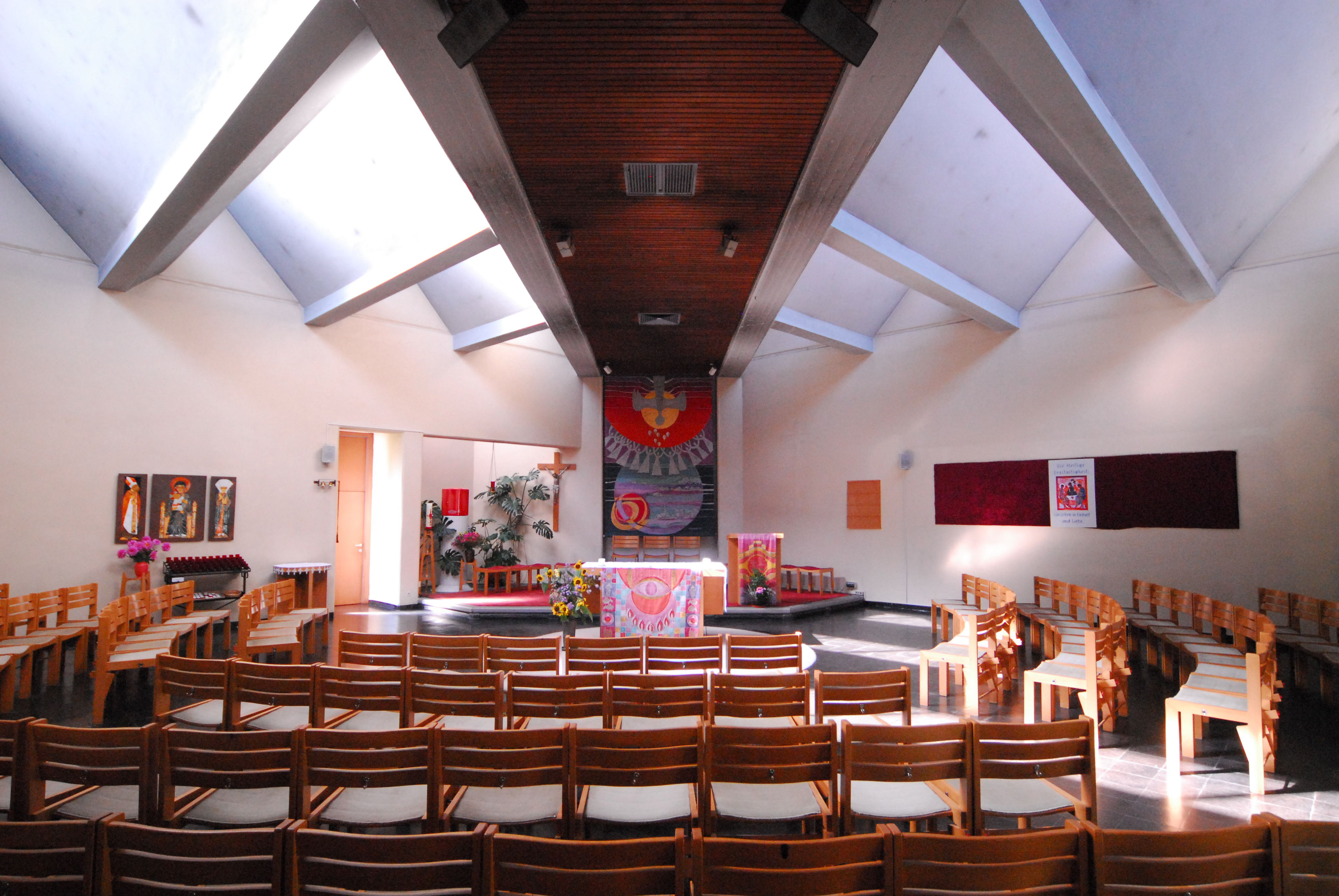
Zentralraum, Blick zum Altar

Die Pfarrkirche Klagenfurt-St. Hemma steht in der Feldkirchner Straße in der St. Veiter Vorstadt der Stadtgemeinde Klagenfurt am Wörthersee in Kärnten. Die auf die heilige Hemma von Gurk geweihte römisch-katholische Pfarrkirche gehört zum Dekanat Klagenfurt-Stadt in der Diözese Gurk-Klagenfurt. Die Kirche steht unter Denkmalschutz (Listeneintrag).

## Geschichte
Die Pfarrkirche mit einem Gemeindezentrum wurde 1970 nach den Plänen des Architekten Hermann Kompolschek erbaut und 1972 geweiht. Der Glockenturm wurde 1998/1999 erbaut.

## Architektur
Der streng kubische Zentralbau mit einem Sheddach über einem quadratischen Grundriss mit abgeschrägten Ecken zeigt sich innen und außen mit Sichtbetonwänden. Westlich steht der Sakristeianbau, östlich ist die Kirche mit dem Pfarrhof verbunden.